# استیون درونیان
استیون بوغوس درونیان (انگلیسی: Steven Boghos Derounian؛ ۶ آوریل ۱۹۱۸ – ۱۷ آوریل ۲۰۰۷) یک سیاست‌مدار، و وکیل ارمنی-آمریکایی بود.

## زندگی‌نامه
درونیان در صوفیه بلغارستان از والدینی ارمنی به نام‌های «بوغوس درونیان» و «الیزا آبراهامیان» به دنیا آمد. هنگامی که سه ساله بود به همراه خانواده و دو برادر دیگر بلغارستان را به مقصد ایالات متحده آمریکا ترک نمودند و در مینولا، نیویورک ساکن شدند. وی در سال ۱۹۳۸ از دانشگاه نیویورک فارغ‌التحصیل شد.

## جوایز
وی برنده جوایزی همچون پرپل هارت شده‌است.